# كتاب الظلال: ساحرة بلير 2
كتاب الظلال: ساحرة بلير 2 (بالإنجليزية: Book of Shadows: Blair Witch 2)‏ هو فيلم رعب أمريكي لعام 2000 ، أخرجه وشارك في تأليفه جوزيف بيرلينجر ومن بطولة جيفري دونوفان وستيفين باركر تورنر وكيم دايريكتور وإيريكا ليرهسين وتريستين سكايلر

## روابط خارجية
- كتاب الظلال: ساحرة بلير 2 على موقع IMDb (الإنجليزية)
- كتاب الظلال: ساحرة بلير 2 على موقع ميتاكريتيك (الإنجليزية)
- كتاب الظلال: ساحرة بلير 2 على موقع روتن توميتوز (الإنجليزية)
- كتاب الظلال: ساحرة بلير 2 على موقع نتفليكس (الإنجليزية)
- كتاب الظلال: ساحرة بلير 2 على موقع قاعدة بيانات الأفلام العربية
- كتاب الظلال: ساحرة بلير 2 على موقع ألو سيني (الفرنسية)
- كتاب الظلال: ساحرة بلير 2 على موقع Turner Classic Movies (الإنجليزية)
- كتاب الظلال: ساحرة بلير 2 على موقع أول موفي (الإنجليزية)
- كتاب الظلال: ساحرة بلير 2 على موقع بوكس أوفيس موجو (الإنجليزية)
- كتاب الظلال: ساحرة بلير 2 على موقع فيلمافينيتي (الإسبانية)